# Los Polvillos
Los Polvillos är en ort i Mexiko.   Den ligger i kommunen Zitácuaro och delstaten Michoacán de Ocampo, i den södra delen av landet, 130 km väster om huvudstaden Mexico City. Los Polvillos ligger 1 931 meter över havet och antalet invånare är 215.
Terrängen runt Los Polvillos är kuperad. Runt Los Polvillos är det tätbefolkat, med 319 invånare per kvadratkilometer. Närmaste större samhälle är Heróica Zitácuaro, 6,8 km sydost om Los Polvillos. Omgivningarna runt Los Polvillos är en mosaik av jordbruksmark och naturlig växtlighet.